# Valle del río Cauca
El valle del río Cauca es un valle en la parte alta del río Cauca entre las cordilleras Central y Occidental de los Andes de Colombia.
Este valle es una región geográfica que comparte su área con varios departamentos; empezando en el norte del departamento del Cauca, continuando en el departamento del Valle  del Cauca (el cual contiene parte del río Cauca, gran parte de este valle del río Cauca, montañas de las cordilleras Central y Occidental y parte del litoral o costa Pacífica) y terminando en el sur del departamento de Risaralda. 

## Características
Tiene aproximadamente 240 km de largo y su ancho varía entre 32 km (Yumbo y Palmira) y 12 km (Yotoco y Buga).
El valle se encuentra a una altitud de 1.000 m en promedio y abarca una superficie aproximada de 3.000 km².

## Generalidades
El valle del río Cauca estuvo habitado durante la prehistoria por diferentes tribus aborígenes, entre ellas, los calimas y los quimbayas.
En este valle están asentados municipios, entre otros  Villa Rica, Puerto Tejada, Cali, Palmira, Buga, San Pedro, Tuluá,  Cartago, Puerto Caldas (corregimiento de Pereira), La Virginia, y a lado y lado del río y entre las cordilleras Central y Occidental tiene las rutas Nacional 25 y Nacional 23.

## Agricultura
En este valle sus tierras son principalmente dedicadas a las actividades agrícolas, contando con grandes extensiones de cultivos de caña de azúcar.